# Gravity Probe B

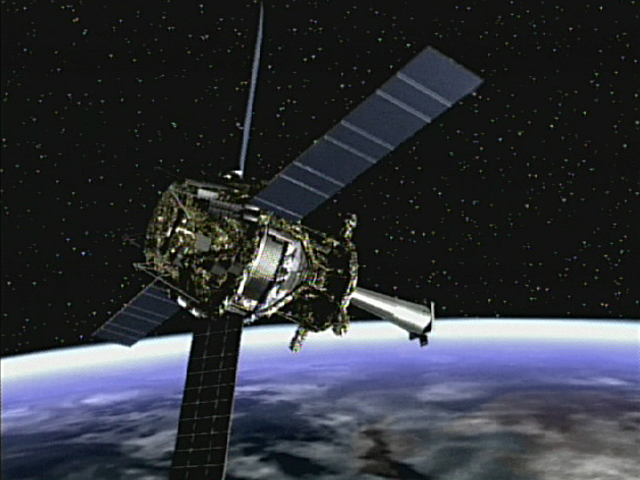
Concepção artística do Gravity Probe em órbita terrestre.

Gravity Probe B (GP-B) é um satélite astronômico, com fins experimentais, que visam verificar duas previsões da relatividade geral ainda não evidenciadas. Mais especificamente, o experimento tem como propósito medir a curvatura do espaço-tempo próximo a Terra, e desse modo o tensor de energia-impulso (a distribuição, e especialmente o movimento, da matéria) dentro e próximo da Terra, e assim testar os modelos relacionados na aplicação da teoria da relatividade geral de Einstein. atualmente.
A experiência, lançada em 2004, usou quatro giroscópios ultra precisos para medir a hipótese do efeito geodésico, a distorção do espaço e tempo em torno de um corpo gravitacional, e o arrasto de referenciais, o total que um objeto rodopiante puxa o espaço e o tempo à medida que roda.
A GP-B determinou ambos os efeitos com uma precisão sem precedentes ao apontar para uma única estrela, IM Pegasi, enquanto posicionada numa órbita polar em torno da Terra. Se a gravidade não afetasse o espaço e o tempo, os giroscópios da GP-B apontariam para sempre na mesma direção enquanto em órbita. Mas, em confirmação com as teorias de Einstein, os giroscópios sofreram mudanças minúsculas mas mensuráveis na direção da sua rotação, enquanto a gravidade da Terra os puxava.
A GP-B é um dos mais longos projetos na história da NASA, cujo desenvolvimento começou no Outono de 1963, com fundos iniciais para construir uma experiência giroscópica relativista. As décadas de desenvolvimento subsequente levaram a tecnologias inovadoras no controlo de perturbações ambientais na sonda, tais como o arrasto aerodinâmico, campos magnéticos e variações térmicas. O batedor estelar da missão e os giroscópios são os mais precisos já desenhados e produzidos
Os resultados iniciais confirmaram o  efeito geodésico com uma incerteza de cerca de 1%.  O sinal do efeito de arrasto de referenciais esperado é similar, em magnitude, ao do nível ruído da corrente do experimento.
A análise de dados foi concluída e a sonda foi desativada em Dezembro de 2010.